# Thalles
Thalles, született Thalles Lima de Conceição Penha (São Gonçalo, 1995. május 18. – São Gonçalo, 2019. június 22.) U20-as válogatott brazil labdarúgó, csatár.

## Pályafutása

### Klubcsapatban
2005-ben az Itaboraí Profute korosztályos csapatában kezdte a labdarúgást, majd 2007-től a Vasco de Gamában folytatta, ahol 2013-ban mutatkozott be az első csapatban és két Carioca bajnokságot nyert az együttessel. 2018-ban a japán Albirex Niigata, 2019-ben a Ponte Preta csapatában szerepelt kölcsönben.
2019. június 22-én halálos motorkerékpár balesetet szenvedett.

### A válogatottban
2014–15-ben 12 alkalommal szerepelt a brazil U20-as válogatottban és öt gólt szerzett.

## Sikerei, díjai
Vasco de Gama
- Carioca bajnokság (Campeonato Carioca de Futebol)
  - bajnok (2): 2015, 2016